# Gelmersee
Il Gelmersee è un lago artificiale, (creato dalla diga di Gelmer) dell'Oberland Bernese nel comune di Guttannen in Svizzera. La sua costruzione venne eseguita contemporaneamente ad alcune dighe del Grimsel nel 1929 circa 50 metri più in basso. Una condotta forzata collega i due bacini le cui acque alimentano la centrale di Handegg 1.
È raggiungibile anche con la Gelmerbahn, una funicolare che parte da Handegg, frazione di Guttannen.